# Аидо, Бибиана
Бибиа́на Аи́до Альма́гро (исп. Bibiana Aído Almagro; род. 2 февраля 1977, Алькала-де-лос-Гасулес) — испанский социал-демократический политик. Министр равноправия Испании с 2008 по 2010 год.

## Деятельность
С 14 апреля 2008 по 20 октября 2010 года занимала должность министра равноправия Испании в кабинете Сапатеро. Впоследствии министерство равноправия Испании было включено в министерство здравоохранения и социального развития с Лейре Пахин во главе, в котором Аидо отвечала за вопросы равноправия и в ранге государственного секретаря. В сентябре 2011 года сложила полномочия государственного секретаря и перешла на работу в качестве советника в Агентство по делам женщин ООН.
Аидо вступила в молодёжную организацию Испанской социалистической рабочей партии в 1993 году и участвовала в основании местного комитета в Алькале-де-лос-Гасулес. В 1994—1999 годах она училась в Кадисском университете на экономиста. В 1995 году она была избрана секретарём по работе с общественностью кадисского отделения молодёжной социалистской организации и вступила в ИСРП. В 2003—2006 годах Аидо была депутатом парламента Андалусии. До 2008 года она также в министерстве культуры Андалусии занималась вопросами продвижения фламенко.

## Личная жизнь
Бибиана Аидо — дочь Фрэнсисска Аидо, который был первым демократическим мэром Алькала-де-лос-Гасулес и главой кабинета консультирования по окружающей среде в Андалусии.